# Black Leopards Football Club
Il Black Leopards Football Club, meglio noto come Black Leopards, è una società calcistica sudafricana con sede nella città di Thohoyandou. Milita nella National First Division, la seconda serie del campionato sudafricano.

## Storia
Il club è stato fondato nel 1983 da imprenditori della regione di Vhembe. Nel 1998 il club è stato rilevato dalla famiglia Thidiela. Dopo solo due stagioni in National First Division, il Black Leopards FC è stato promosso in Premier Division.
Nel 2008 retrocesse in National First Division dopo aver giocato per sette stagioni nella massima serie, ma il club tornò nella serie cadetta tre anni dopo.
A livello internazionale hanno partecipato alla Coppa della Confederazione CAF 2012, nella quale sono stati eliminati nei play-off dal Sudan Al-Merreikh.

## Strutture

### Stadio
Disputa le partite interne al Thohoyandou Stadium di Thohoyandou. Ha una capienza di 20 000 posti.

## Organico

### Rosa 2019-2020
| N. |                          | Ruolo | Calciatore                 |
| -- | ------------------------ | ----- | -------------------------- |
| 1  | Guinea-Bissau (bandiera) | P     | Jonas Mendes               |
| 22 | Sudafrica (bandiera)     | P     | King Ndlovu                |
| 32 | Sudafrica (bandiera)     | P     | Rotshidzwa Muleka          |
| 2  | Sudafrica (bandiera)     | D     | Jupiter Ngwenya            |
| 3  | Sudafrica (bandiera)     | D     | Thivhavhudzi Ndou          |
| 4  | Lesotho (bandiera)       | A     | Tumelo Khutlang            |
| 5  | Sudafrica (bandiera)     | D     | Markus Munyai Template:Cap |
| 6  | Sudafrica (bandiera)     | C     | Khuliso Mudau              |
| 7  | Sudafrica (bandiera)     | A     | Xolani Ndlovu              |
| 8  | Sudafrica (bandiera)     | A     | Thembisani Nevhulamba      |
| 9  | Sudafrica (bandiera)     | A     | Siyanda Masango            |
| 10 | Sudafrica (bandiera)     | A     | Karabo Tshepe              |
| 11 | Zambia (bandiera)        | A     | Mwape Musonda              |
| 12 | Sudafrica (bandiera)     | C     | Lesedi Kapinga             |
| 13 | Sudafrica (bandiera)     | D     | Pentjie Zulu               |
| 14 | Sudafrica (bandiera)     | C     | Phathutshedzo Nange        |
| 15 | Lesotho (bandiera)       | A     | Tshwarelo Bereng           |
| 17 | Sudafrica (bandiera)     | A     | Lefa Hlongwane             |
| 19 | Lesotho (bandiera)       | C     | Luciano Matsoso            |
| 20 | Sudafrica (bandiera)     | C     | Mthokozisi Nene            |

| N. |                         | Ruolo | Calciatore           |
| -- | ----------------------- | ----- | -------------------- |
| 21 | Sudafrica (bandiera)    | D     | Nicholas Sibanda     |
| 22 | Sudafrica (bandiera)    | P     | King Ndlovu          |
| 23 | Sudafrica (bandiera)    | D     | Andiswa Ndawonde     |
| 24 | Sudafrica (bandiera)    | A     | Ivan Mahangwahaya    |
| 25 | Sudafrica (bandiera)    | C     | Thabiso Mokoena      |
| 26 | Sudafrica (bandiera)    | C     | Tumisang Matlholwa   |
| 27 | Sudafrica (bandiera)    | A     | Thabelo Mulaudzi     |
| 28 | RD del Congo (bandiera) | D     | Jean Djunga Munganga |
| 29 | Sudafrica (bandiera)    | D     | Khomotso Masia       |
| 30 | Sudafrica (bandiera)    | A     | Joseph Mhlongo       |
| 31 | Sudafrica (bandiera)    | A     | Themba Ndlovu        |
| 33 | Namibia (bandiera)      | D     | Chris Katjiukua      |
| 35 | Sudafrica (bandiera)    | A     | Chris Matombo        |
| 39 | Sudafrica (bandiera)    | D     | Tsheamo Mashoene     |
| 42 | Sudafrica (bandiera)    | D     | Shane Thompson       |
| 44 | Sudafrica (bandiera)    | C     | Menzi Dlamini        |
| 46 | Sudafrica (bandiera)    | A     | Ndamulelo Mugadi     |
| 59 | Sudafrica (bandiera)    | C     | Marubini Manyane     |
| 77 | Sudafrica (bandiera)    | C     | Donald Makgetlwa     |